# Juan Carlos Núñez (Komponist)
Juan Carlos Núñez (* 1947 in Caracas) ist ein venezolanischer Komponist.

## Leben
Núñez begann seine kompositorische Laufbahn als Autodidakt und erhielt 1972 für seine Tocata sinfónica den Premio Nacional de Música. 1973 ging er nach Warschau, um an der Państwowa Wyższa Szkoła Muzyczna (PWSM) Orchesterleitung zu studieren. Er leitete dann das Orchester des Warschauer Konservatoriums und das des Teatro La Fenice in Venedig. Gegenwärtig leitet er die von ihm gegründete Cátedra Latinoamericana de Composición Antonio Estevez.

## Werke
- Tocata sinfónica
- La Misa de los Trópicos für Chor und Orchester
- Aguinaldos
- El Tambor de Damasco, Oper
- Suite Urbana
- Tango Cortázar

| Personendaten    | Personendaten             |
| ---------------- | ------------------------- |
| NAME             | Núñez, Juan Carlos        |
| KURZBESCHREIBUNG | venezolanischer Komponist |
| GEBURTSDATUM     | 1947                      |
| GEBURTSORT       | Caracas                   |